# 헐 FC
헐 풋볼 클럽(Hull F.C.)은 1865년 창단한 잉글랜드 이스트 라이딩 오브 요크셔 킹스턴 어폰 헐을 연고로 하고 있는 프로 럭비 리그 팀이다. 수퍼 리그에 참가하고 있으며 홈구장은 KCOM 스타디움이다.